# Tupolev Tu-91
Tupolev Tu-91 (Tên mã NATO Boot) là một mẫu thử máy bay cường kích hải quân của Liên Xô. Nó mới chỉ dừng loại ở giai đoạn mẫu thử, chương trình bị hủy bỏ sau cái chết của Joseph Stalin.

## Tính năng kỹ chiến thuật (Tu-91)
Dữ liệu lấy từ The Osprey Encyclopedia of Russian Aircraft 1875–1995 
Đặc điểm tổng quát
- Kíp lái: 2
- Chiều dài: 17,70 m (58 ft 0⅞ in)
- Sải cánh: 16,40 m (53 ft 9⅝ in)
- Chiều cao: 5,06 m[2] (16 ft 7⅛ in)
- Diện tích cánh: 47,5 m² (511 ft²)
- Trọng lượng rỗng: 8.000 kg (17.600 lb)
- Trọng lượng cất cánh tối đa: 14.400 kg (31.746 lb)
- Động cơ: 1 × Isotov TV2M kiểu turboprop, 5.709 kW (7.650 shp)

 Hiệu suất bay 
- Vận tốc cực đại: 800 km/h (432 kn, 497 mph)
- Vận tốc hành trình: 250–300 km/h (135–162 kn, 155–186 mph)
- Tầm bay: 2.350 km (1.270 nmi, 1.460 mi)
- Trần bay: 11.000 m (36.000 ft)

Trang bị vũ khí

- Súng: 

  - 2 × pháo tự động 23mm (0.91 in) NR-23
  - 2 × pháo 23mm (0.91 in) NR-23
- Bom: Lên tới 1.500 kg (3.307 lb) bom, rocket hoặc 1 quả ngư lôi